# The Big Cube
The Big Cube is een Amerikaanse lowbudget thriller uit 1969 onder regie van Tito Davison. De film, met Lana Turner in een van haar laatste filmrollen, werd destijds niet in Nederland uitgebracht.
De film staat bekend om het in het kwaad daglicht stellen van de tegencultuur van de jaren 1960 alsmede het gebruik van lsd, thema's die succes werden aan het einde van de jaren '60 na het succes van The Trip (1967). Vandaag de dag wordt de film zodoende beschouwd als een cultfilm.

## Verhaal
De succesvolle theateractrice Adriana Roman trouwt met een welvarende zakenman, Charles Winthrop, tot groot ongenoegen van zijn tienerdochter Lisa. Niet veel later komt Charles bij een bootongeluk om het leven en raakt Lisa ervan overtuigd dat Adriana hier verantwoordelijk voor is. Haar vriendje Johnny Allen, een vrouwenverslinder en geneeskundestudent die al meermaals in de problemen is gekomen vanwege het stelen van lsd op de universiteitslab, bedenkt een list om Adrianna tot waanzin en zelfmoord te drijven zodat Lisa en hij ervandoor kunnen gaan met de erfenis. De erfenis stelt namelijk dat Adriana het vermogen overneemt en dat Lisa enkel recht heeft op haar aandeel indien ze trouwt en Adriana hier toestemming geeft. Adriana vertrouwt Johnny voor geen cent en geeft die toestemming niet.
Johnny en Lisa voeren Adriana stiekem lsd, waardoor ze al gauw haar grip op de realiteit verliest en begint te geloven dat ze doordraait. Adriana staat op het punt om zelfmoord te plegen, maar wordt gered door Lisa, die geen idee had dat Johnny zo ver zou gaan om de erfenis te bemachtigen. Een detective wordt ingezet om de waarheid te ontrafelen en uiteindelijk begraven Adriana en Lisa de strijdbijl. 

## Rolverdeling
| Acteur           | Personage          |
| ---------------- | ------------------ |
| Lana Turner      | Adriana Roman      |
| George Chakiris  | Johnny Allen       |
| Richard Egan     | Frederick Lansdale |
| Daniel O'Herlihy | Charles Winthrop   |
| Karin Mossberg   | Lisa Winthrop      |
| Pamela Rodgers   | Bibi               |
| Carlos East      | Lalo               |
| Augusto Benedico | Dr. Lorenz         |
| Víctor Junco     | Delacroix          |
| Norma Herrera    | Stella             |
| Pedro Galván     | University Dean    |
| Regina Torné     | Queen Bee          |